# Мала-Страна
Ма́ла Стра́на (чеш. Malá Strana) — «Пражский малый град», исторический район Праги, расположенный ниже Градчан и соединённый с ядром города Карловым мостом.
Узкие улицы, площади и сады этого района лежат у подножья двух холмов: холм, на котором расположен Пражский Град, ограничивает Малую Страну с севера, а поросший деревьями Петршин — с юга.
Первые поселения на Малой Стране возникли предположительно ещё в первом тысячелетии нашей эры, в районе современной Малостранской площади. Именно здесь пролегал торговый путь с востока на запад через влтавские пороги по тракту, где в наши дни находятся улицы Нерудова и Увоз. В правление Владислава I на месте разрушенного наводнением деревянного моста через Влтаву в 1158—1172 годах был возведен каменный мост, названный в честь супруги короля Юдифи. Это стало грандиозным событием, так как в то время в Центральной Европе существовали только два каменных моста — через Дунай в Регенсбурге и через Эльбу в Дрездене.
Экономический эффект также был очевиден. Новый мост обладал большей устойчивостью как к наводнениям, так и к перемещавшемуся по нему гужевому транспорту со значительно большей грузоподъемностью. Это способствовало развитию и росту населения Малой Страны, установлению более тесных связей с другими пражскими поселениями по обоим берегам Влтавы.
В 1257 году чешский король Пржемысл Отакар II основал «Малый город Пражский», по его приказу были построены городская стена и защитные укрепления. При Карле IV этот район был в южной части значительно расширен и заканчивался у Петршина, а в 1360 году его окружили стеной, которая получила название «Голодная».
Так как Малая Страна представляла собой стратегически важное место для защиты града, во время Гуситских войн её несколько раз опустошали. Неприятельские стороны целенаправленно уничтожали строения, чтобы враг не мог найти в них укрытия.
В первой половине XVII столетия в ходе междоусобиц и бушевавшей тогда в Европе Тридцатилетней войны Мала Страна, как и другие пражские города, неоднократно переживала разорения и опустошения. Так, в 1611 году её разграбили наемники князя-епископа Пассау Леопольда Австрийского, а в 1648 году Мала Страна была захвачена шведами.
Вторая половина XVII века и XVIII век — время, когда Мала Страна переживает бурное строительство. Здесь создаются новые укрепления и фортификационные сооружения, строятся замечательные барочные дворцы для новых хозяев.
В Новое время Мала Страна превратилась в район пышных барочных дворцов и иностранных посольств; до Второй мировой войны основную часть жителей составляли немцы.

## Достопримечательности

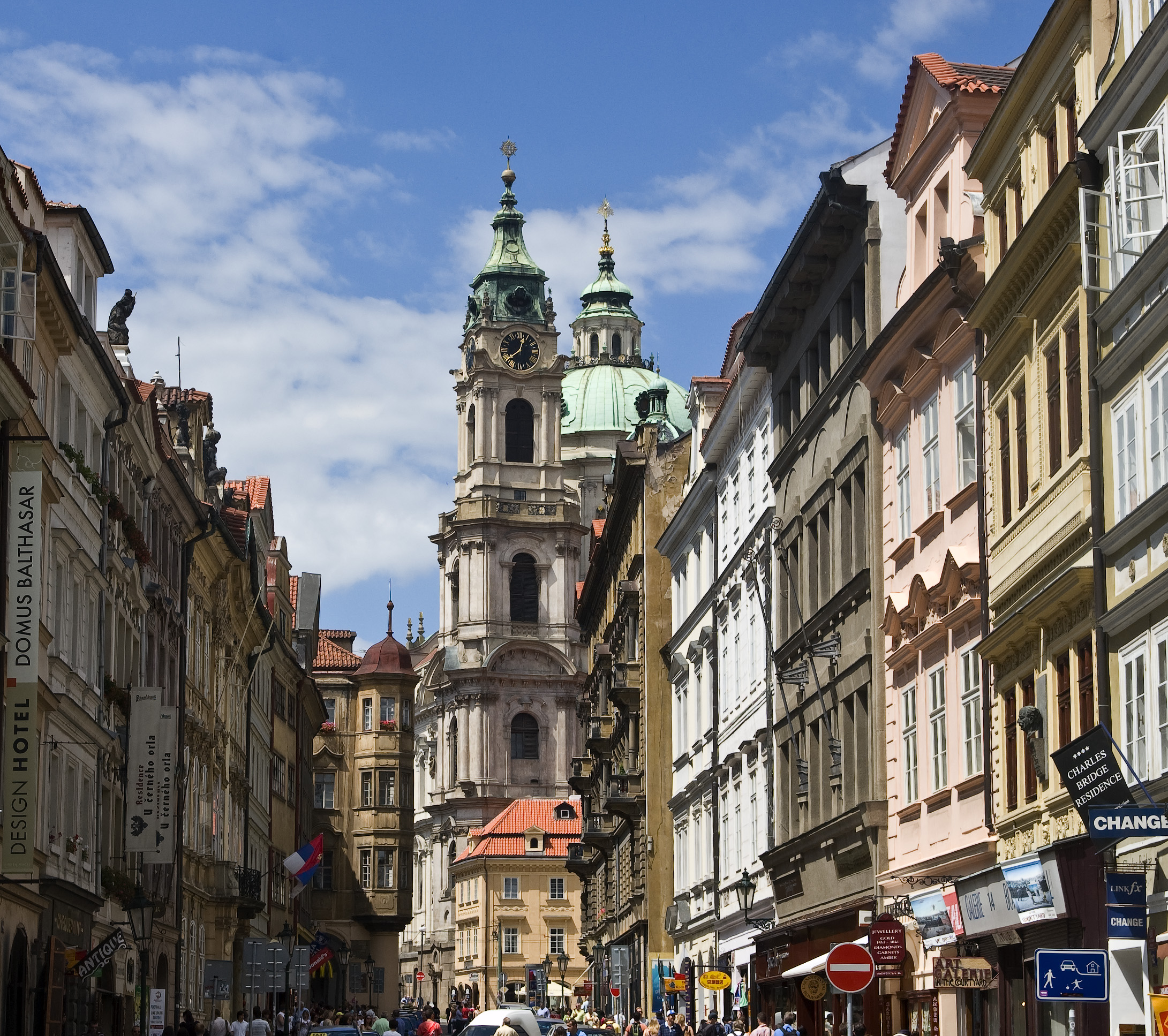
Оживлённая улочка Малой Стороны

- Церковь св. Микулаша — разделяет Малостранскую площадь на 2 части. Был построен в 1704—1756 г.г. Кристофом и Игнацем Динценхоферами. Типичный образец пражского барокко.
- Колонна Пресвятой Троицы — чумной столб перед костелом св. Микулаша.
- Вальдштейнский дворец — обширный дворцовый комплекс с пятью дворами и садом, огражденный от внешнего мира.
- Лихтенштейнский дворец (напротив храма св. Микулаша).
- Дворец Смиржицких, Штернбергский дворец, Великовский дворец (составляют единый комплекс строений, находятся в нижней части Малостранской площади).
- Кайзерштейнский дворец.
- Храм Девы Марии Победоносной — была построена в 1611—1613 годах, считается первым пражским барочным храмом. В 1624 году передана ордену кармелитов.
- Улицы Нерудова, Мостецка, Кармелитска, Вальдштейнска.
- Храм Девы Марии под цепью — находится на улице Лазеньска.